# Castell de Titaigües
El Castell de Titaigües és un bé d'interès cultural situat a  el municipi del seu nom, a la comarca dels Serrans, a la província de València. Té el codi  BIC 46.10.241-005 per declaració genèrica, entant es tracta d'un castell.